# Ich tu dir weh
«Ich tu dir weh» (с нем. — «Я делаю тебе больно») — двадцать второй сингл немецкой индастриал-метал-группы Rammstein и второй сингл из альбома Liebe ist für alle da. Сингл был выпущен 29 января 2010 года

## Клип
Видео показывает группу, исполняющую песню на сцене. Тилль Линдеманн и Оливер Ридель в цветных линзах, (линзы Оливера — зелёные, а Тилля — голубые). Рот Линдеманна светится изнутри, когда он поёт (Тилль проколол себе щёку и вставил туда светодиод). В кульминации клипа беговая дорожка (где играет на клавишах Кристиан Лоренц) заполняется электричеством, и в результате всё взрывается.
Режиссёром этого клипа, как и двух предыдущих, был Юнас Окерлунд.
Клип получил первое место в номинации «Лучшее национальное видео» на Echo Awards. Также в клипе, мельком, можно увидеть на 95 секунде кольцо, которое надето на палец Рихарда Круспе с эмблемой его группы Emigrate.

## Текст
Песня посвящена проблемам садомазохизма. В тексте говорится о насилии в отношении женщины, которую чуть не забивают до смерти. Из-за многочисленных споров и дискуссий текст подвергался цензуре: так, на некоторых концертах LIFAD-тура игралась версия «Ich tu mir weh» (с нем. — «Я делаю себе больно»).

## Живое исполнение
В Германии живое исполнение этой песни запретили из-за её провокационного смысла, однако затем решение о запрете было отменено. Песня исполнялась почти на всех концертах Liebe ist für alle da тура, однако с некоторыми оговорками: на концертах в Латинской-Америке в основном игралось только начало, лишь на концерте в Чили была исполнена полностью, но без спецэффектов. В Liebe ist fur alle da туре, во время живого исполнения, клавишник группы спускается к вокалисту и сваливает его с ног. Между ними завязывается потасовка, в исходе которой Линдеманн на плечах относит и бросает второго в железную ванну, а затем с подъёмника поливает её искрами из бидона, сопровождающиеся взрывами, символизируя расплавленный металл. Песня не исполнялась в первой части Made in Germany тура, а во второй части тура она открывает все концерты, но без таких спецэффектов, как в LIFAD туре. Исполнялась на летних фестивальных концертах в 2016—2017 годах, в котором вернулась тот же спец эффект, как в LIFAD. Правда вместо потасовки Тилль ведёт к ванне на поводке Флаке с кляпом (как в Buck Dich).

## Список композиций
| №  | Название                                                                     | Длительность |
| -- | ---------------------------------------------------------------------------- | ------------ |
| 1. | «Ich Tu Dir Weh (Radio Edit)» (Я делаю тебе больно)                          | 3:57         |
| 2. | «Pussy (Lick It Remix by Scooter)» (Киска)                                   | 4:54         |
| 3. | «Rammlied (Rammin' The Steins Remix by Devin Townsend)» (Рамм-песня)         | 5:09         |
| 4. | «Ich Tu Dir Weh (Smallboy Remix By Jochen Schmalbach)» (Я делаю тебе больно) | 6:42         |

| №  | Название                                                     | Длительность |
| -- | ------------------------------------------------------------ | ------------ |
| 1. | «Ich Tu Dir Weh (Radio Edit)» (Я делаю тебе больно)          | 3:57         |
| 2. | «Ich Tu Dir Weh (Remix By Fukkk Offf)» (Я делаю тебе больно) | 6:07         |

- Европейское издание выпускалось на чёрном виниле, английское на белом

| №  | Название                                            | Длительность |
| -- | --------------------------------------------------- | ------------ |
| 1. | «Ich Tu Dir Weh (Radio Edit)» (Я делаю тебе больно) | 3:57         |

- Европейское издание выпускалось на чёрном виниле, английское на красном/оранжевом

| №  | Название                                                                     | Длительность |
| -- | ---------------------------------------------------------------------------- | ------------ |
| 1. | «Ich Tu Dir Weh (Radio Edit)» (Я делаю тебе больно)                          | 3:57         |
| 2. | «Pussy (Lick It Remix by Scooter)» (Киска)                                   | 4:54         |
| 3. | «Rammlied (Rammin' The Steins Remix by Devin Townsend)» (Рамм-песня)         | 5:09         |
| 4. | «Ich Tu Dir Weh (Smallboy Remix By Jochen Schmalbach)» (Я делаю тебе больно) | 6:42         |
| 5. | «Ich Tu Dir Weh (Remix By Fukkk Offf)» (Я делаю тебе больно)                 | 6:07         |

- Плюс цифровой буклет

## Чарты
| Чарт (2010)            | Позиция |
| ---------------------- | ------- |
| Austrian Singles Chart | 74      |
| French Singles Chart   | 41      |
| UK Rock Singles Chart  | 24      |